# Narlikuyu
Narlıkuyu (en turco: granada buena) es un pequeño pueblo costero de la Provincia de Mersin.

## Geografía
Narlıkuyu está situado en la costa del mar Mediterráneo. Es parte del distrito de Silifke y está a 65 km de Mersin y a 5 km de Kızkalesi al suroeste. Se llega a través de la carretera D-400 (Toprakkale - Silifke) que atraviesa la ciudad.

## Administración
El municipio fue creado en 1994 con la fusión de varios pueblos pequeños. La población censada en 2011 era de 2786 habitantes.

## Turismo

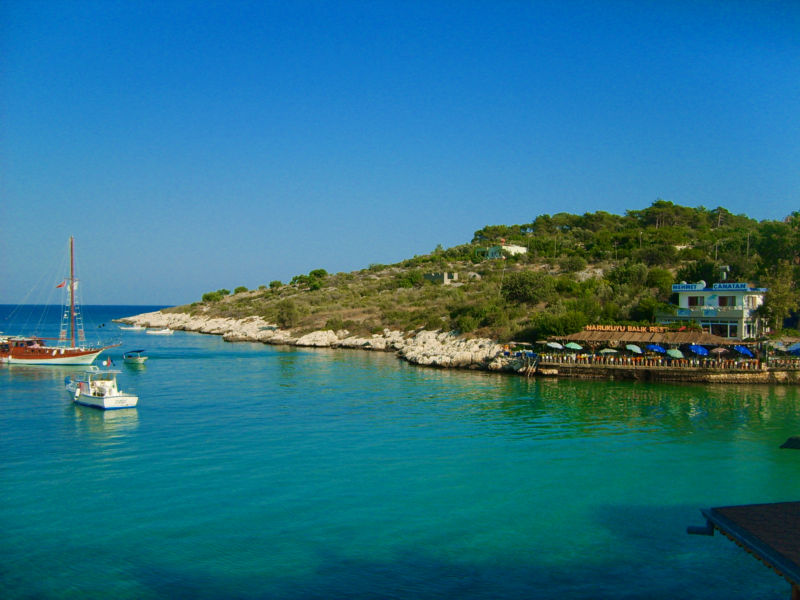
Bahía de los restaurantes.

La ciudad tiene muchos restaurantes populares de pescado, situados en torno a una pequeña bahía famosa por sus aguas excepcionalmente frescas, alimentadas por las corrientes de agua dulce subterráneas provenientes de las simas Cennet y Cehennem que hay a 2 km hacia el noroeste.
Los restaurantes tienen mesas al aire libre e incluso algunas a nivel del mar que en días de mareas altas quedan parcialmente anegadas, también hay mesas interiores para los días con peor meteorología. Es importante negociar con antelación el precio para no llevarse disgustos.

## Historia

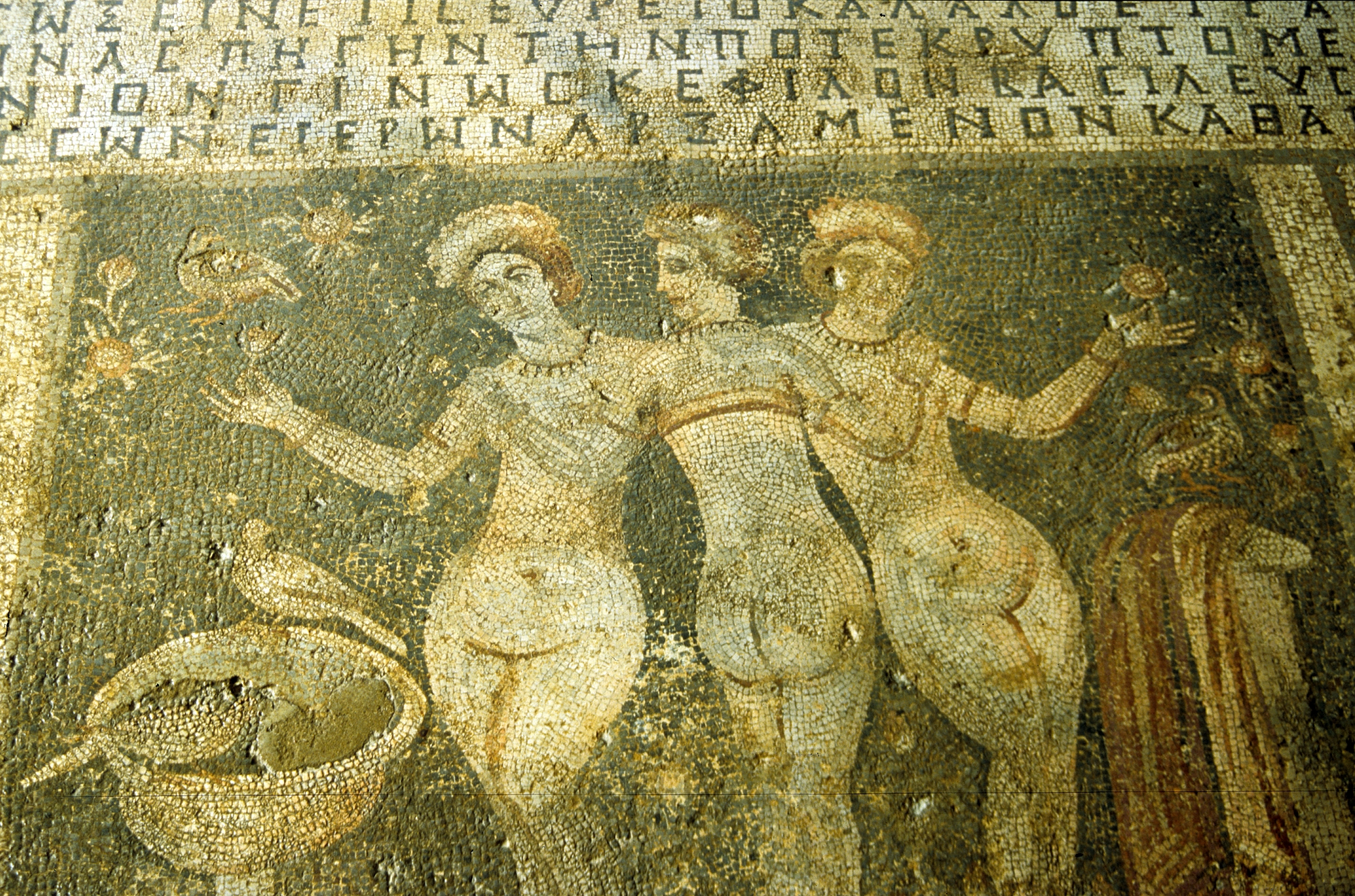
Mosaico de la Tres Grácias.

Narlıkuyu fue conocida como Porto Calamie durante el Imperio Romano. 
Actualmente puede verse un pequeño edificio del siglo IV que fue parte de un complejo de baños financiados por Poimenios de Corycus.
Una inscripción en la entrada reza: 
Estimado visitante, si usted se pregunta quién ha descubierto esta agua milagrosa, sepa que es Poimenios, el amigo de los emperadores y el honesto administrador de las islas sagradas.
Probablemente dichos emperadores eran Arcadio (378-408) y Honorio (384-423). Las islas sagradas eran las islas Príncipe del mar de Mármara.
El edificio es ahora un museo. Hay un mosaico en el suelo que representa a las tres Grácias; Aglaya, Eufrósine y Talia, y un par de perdices y palomas. El nombre local en turco del mosaico es Üç Güzeller (tres bellezas). El mosaico se refiere a la historia mitológica de los baños de Afrodita.